# Cobia
Cobia (Rachycentron canadum) är en art i underordningen abborrlika fiskar (Percoidei). Den är den enda arten i släktet Rachycentron och i familjen Rachycentridae.
Fisken lever pelagiskt i tropiska och subtropiska havsområden av Atlanten, Indiska oceanen och Stilla havet (förutom östra delen). Den besöker ibland bräckt vatten. Arten blir upp till 1,8 meter lång och 70 kg tung. Det är en rovfisk.
Cobia kan bilda mindre grupper och den jagar andra fiskar, bläckfiskar och kräftdjur. Dessutom lever den i stim när den fortplantar sig.
Arten fiskas och säljs på marknader men den är en ganska sällsynt matfisk.